# 宝藏局

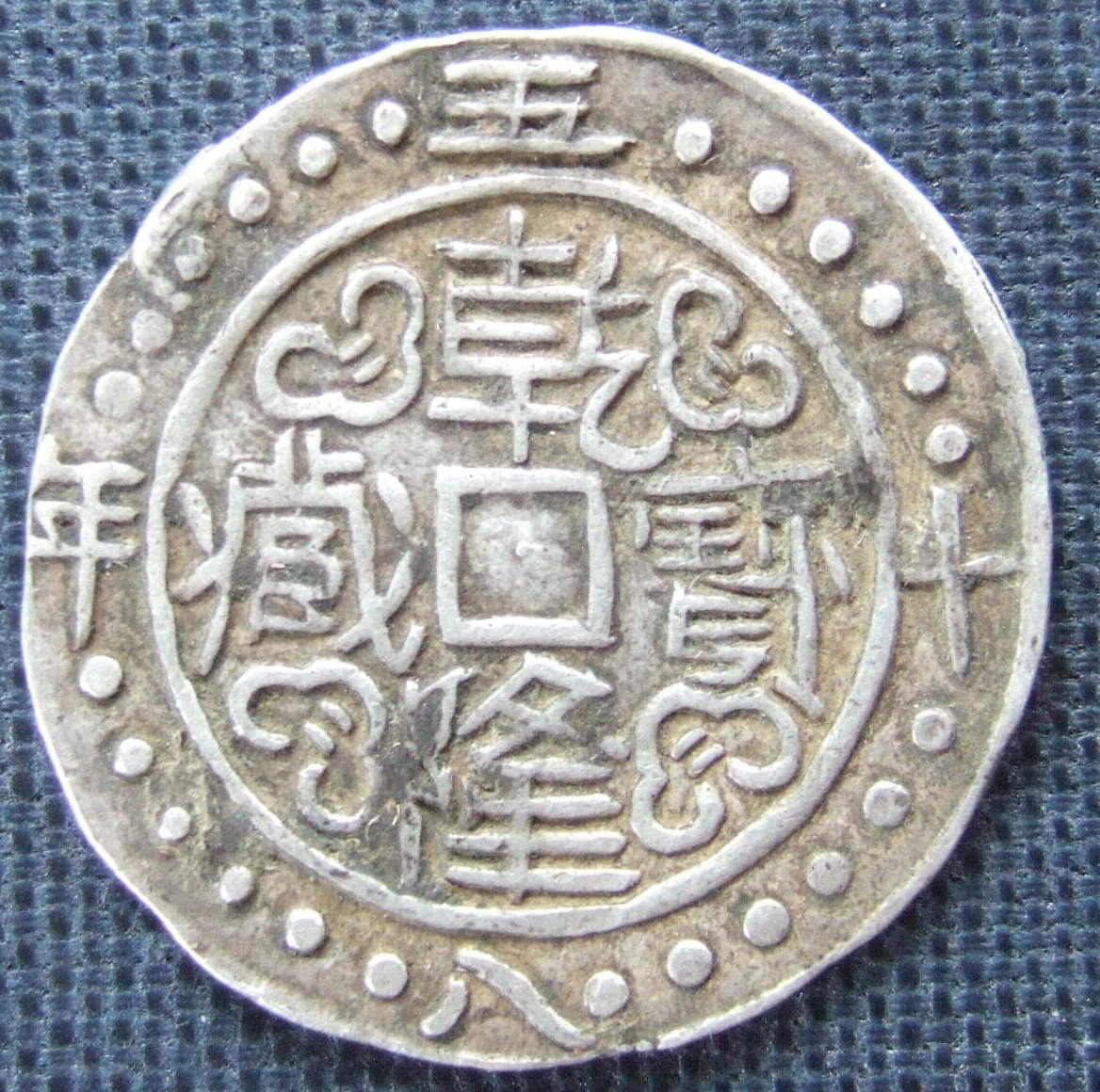
“乾隆宝藏·五十八年”银币

宝藏局，是清政府在西藏设立的铸钱局。该局由商上经理负责西藏银币的铸造与发行等事务，铸钱官员由驻藏大臣会同达赖喇嘛共同委派。

## 背景
明代嘉靖中叶以前，西藏大宗贸易多使用银锭，但并无辅币，实际使用中有使用碎银，也有物物交换的方式。16世纪中叶后，西藏开始使用尼泊尔银币，用白银通过“银钱贸易”换取尼泊尔所铸银币。起初西藏银钱贸易的对象是尼泊尔加德满都河谷尼瓦尔三土邦，廓尔喀灭掉三邦后，改与廓尔喀交易。期间由于尼泊尔内部战争，西藏政府曾于1763年和1764年（藏历13-17年和13-18年）自铸银币；后由于与廓尔喀的银钱贸易出现问题，曾于1785年（藏历13-39年）自铸银币。由于西藏廓尔喀的银钱贸易问题迭出，廓尔喀更以此为由两次入侵西藏。为彻底解决此事，清廷在反击廓尔喀入侵的同时指令西藏政府自铸钱币并禁止尼币。公元1791年（藏历13-45年），西藏政府在工布觉木宗雪卡沟地方铸造了新的银币，该币被称为“久松西阿”，之后续铸了“久松西出”、“久松西顿”等。1792年（乾隆五十七年，藏历13-46年），开设宝藏局，该局陆续铸造发行了“乾隆宝藏”银币、“嘉庆宝藏”银币、“道光宝藏”银币及“宣统宝藏”银铜套币等宝藏币。

## 发行历史
乾隆五十七年（1792年），宝藏局成立。宝藏局试铸“乾隆宝藏”银币是中国最早流通的西方样式银币。
咸丰元年（1851年），宝藏局曾向中央上报一钱和五分咸丰宝藏银币样币，为嘉庆八年银币样式。咸丰三年（1853年），清廷为宝藏局铸造“咸丰宝藏·三年”部颁样币，正面中央为方框，框外铸有汉文“咸丰宝藏”，字间饰有花瓣，边廓上下铸有“三年”两字，背面样式与正面相似但文字为藏文。:111-113黄鹏霄《故宫清钱谱》载有元年的两个样币，但称三年的是伪品。:1025

## 备注
1. ↑  “藏历13-17年”是指藏历第13绕迥阴水羊（绕迥的第17年），下同